# Batalla de Santa Bárbara de Cartago (1885)
La Segunda Batalla de Santa Bárbara de Cartago sucedió en las cercanías de Cartago el 23 de febrero de 1885. Fue un episodio decisivo de la guerra civil librada dicho año entre el gobierno de los Estados Unidos de Colombia y los grupos más radicales del Partido Liberal Colombiano.
El alzamiento de los radicales se debió a que el gobierno de Rafael Núñez Moledo del Partido Nacional empezó a distanciarse de los liberales y acercarse a sectores conservadores. 
Se inició en agosto de 1884 con el pronunciamiento de los generales Foción Soto y Siervo Sarmiento, quienes resistieron hasta junio del año siguiente. Estos grupos de radicales se juntaron en Antioquia donde el gobernador de dicho estado, Luciano Restrepo, les dio su protección y apoyo. Ahí se alzaron en armas en enero de 1885, produciendosé choques armados también en Cauca.
Deseando apoderarse de Cauca Restrepo envió a los generales Ángel y Deaza a invadir dicho estado, estos agruparon sus fuerzas en Cartago donde fueron enfrentados por las fuerzas gubernamentales al mando del general Eliseo Payán y del coronel Rafael Reyes Prieto.
Tras un sangriento combate los liberales fueron derrotados y las tropas conservadoras iniciaron su ofensiva recuperando uno por uno el control de la totalidad del territorio colombiano.
En 1886 los Estados Unidos de Colombia dejaron de existir y fueron reemplazados por la República de Colombia e iniciando la Regeneración.